# 陕西省公安厅
陕西省公安厅是中华人民共和国陕西省人民政府的组成部门，主管全省公安工作。

## 机构设置

### 内设机构
- 办公室
- 研究室
- 指挥中心
- 政治部
- 省纪委驻省公安厅纪检组
- 警务督察总队
- 直属工作处
- 警务保障部
- 治安管理局
- 出入境管理局
- 禁毒总队
- 刑事侦查局
- 法制总队
- 监所管理总队
- 经济犯罪侦查总队
- 科技信息化处
- 交警总队
- 环境与食品药品犯罪侦查总队
- 离退休人员服务管理处
- 边防局
- 消防局
- 警卫局

### 直属机构
- 陕西省公安厅机场公安局

西咸新区公安局

### 双重领导机构
- 西铁公安局
- 走私犯罪侦查局
- 省森林公安局
- 民航西北管理局公安局

列入陕西省公安厅序列，接受主管部门和省公安厅双重领导。

## 历任领导
- 杜航伟（2012年9月－2017年7月）
- 胡明朗（2017年7月－2020年9月）
- 徐大彤（2021年1月－2023年5月）
- 戴彬彬（2023年5月－）